# 마라주 (예멘)
마라주(아랍어: المهرة)는 예멘 최동단에 위치한 주로, 주도는 가이다이며 인구는 89,093명(2004년 기준), 면적은 98,249km2이다. 북쪽으로는 사우디아라비아, 동쪽으로는 오만과 인접해 있으며 남쪽으로는 아덴만과 인접해 있다.